# 治安巡防队
治安巡防队，是指在中国大陆，部分非公务人员、但履行一定社会行政职能的队伍，其主要负责巡逻、盘查、堵截、守卡、制止现行违法犯罪活动协助公安开展宣传和安全检查、维护治安秩序、完成公安机关指派的社会治安工作。
治安巡防队员并不属于人民警察。能成为一名治安巡防员要满足两个条件：一是无犯罪不良纪录。二是身体要健康，通常都是退役军人有优先，但该队经常有殴打小偷等违法和侵犯人权之事发生。例如在2008年3月20日，深圳一名巡防员乘车不给钱并将售票员用手铐铐了两个钟头。2008年月11日他们和警察私分扫黄查毒罚款等行为，更有人是黑社会成员。